# Born to Be My Baby
Born to Be My Baby is een nummer van de Amerikaanse rockband Bon Jovi uit 1988. Het is de tweede single van hun vierde studioalbum New Jersey.
Het nummer werd vooral in Noord-Amerika een grote hit. Het bereikte in de Amerikaanse Billboard Hot 100 de 3e positie. In het Nederlandse taalgebied werd het nummer geen hit.